# ENEOS室蘭事業所

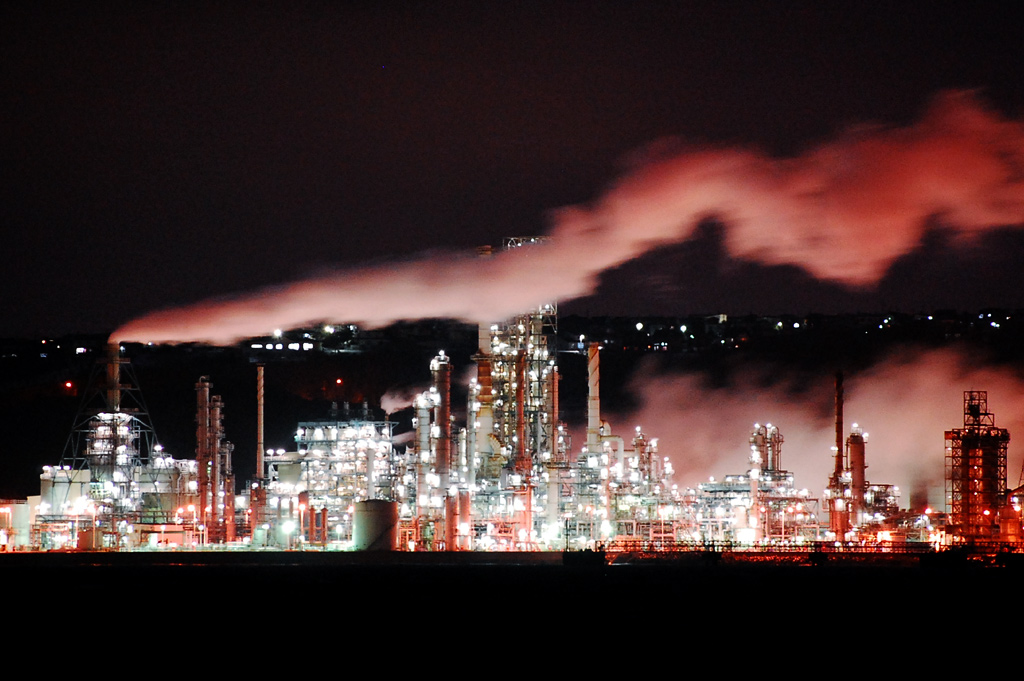
新日本石油精製室蘭製油所（当時）の工場夜景

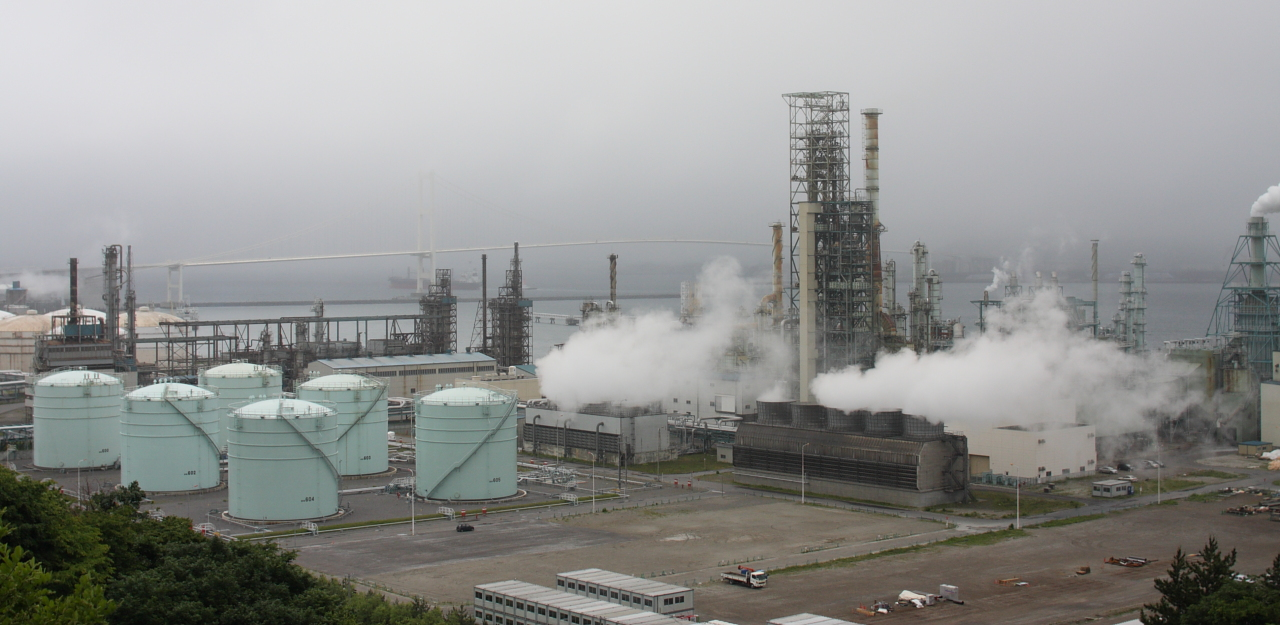
新日本石油精製室蘭製油所（当時）

ENEOS室蘭事業所（エネオスむろらんじぎょうしょ）は、北海道室蘭市にあるENEOSの事業所。事業所の正式名称は「製造部 室蘭事業所」。

## 概要
1956年（昭和31年）に「日本石油精製室蘭製油所」として操業開始し、2014年（平成26年）に石油化学製品の製造工場へ転換した
。室蘭製造所はENEOS最北端の製造所として、隣接する伊達市に立地する北海道電力伊達発電所で燃料として使用するへ使用する重油の供給。および、韓国蔚山広域市にある石油化学工場へ原料を供給するためガソリン・灯油の生産を行っていたが、東燃ゼネラル石油との経営統合に伴う合理化策の一環などにより、2019年（平成31年）に石油製品の製造を停止して北海道内向けの物流拠点（油槽所）となった。
高さ180 mの集合煙突は市民投票によって選ばれた「室蘭マリンブルー」への塗り替えを行い、2014年（平成26年）11月からライトアップを始めている。

## かつての設備
製油装置
- ナフサ水素化精製装置（64,000バレル／日）[8]
- 接触改質装置（PL装置）（36,000バレル／日）[8]
- ベンゼン抽出装置（9,000バレル／日）[8]
- 粗キシレン製造装置（20,000バレル／日）[8]
- キュメン製造装置（4,200バレル／日）[8]
- 灯油水素化精製装置（45,000バレル／日）[8]
- 流動接触分解装置（FCC装置）（30,000バレル／日）[8]
- 減圧軽油水素化脱硫装置（MHC装置）（45,000バレル／日）[8]
- 水素化分解装置（HDC装置）（30,000バレル／日）[8]
- 水素製造装置（1,230,500 Nm³／日）[8]
- 硫黄回収装置（250トン／日）[8]

貯油設備
- 半製品・製品タンク（97基、1,450,700 kl）[8]
- LPGタンク（8基、20,250 kl）[8]
- 硫黄タンク（4基、22,400トン）[8]

付帯設備
- インラインブレンダー（5基、8,000 kl／時）[8]
- ボイラー（3基、830トン／時）[8]
- タービン発電機（3基、119,780 kW）[8]
- クーリングタワー（5基、30,000トン／時）[8]
- 桟橋（8基、水深5.4 m〜16.5 m）[8]
- タンク車積場（34ヵ所、34車／時）[8]
- タンクローリー積場（17ヵ所、51台／時）[8]

環境保安設備
- API型オイルセパレーター（排水処理用）（12基、123,600トン／日）[8]
- CPI型オイルセパレーター（排水処理用）（2基、3,120トン／日）[8]
- サンドフィルター（排水処理用）（8基、8,160トン／日）[8]
- ガードベースン（排水処理用）（5基、81,600トン／日）[8]
- API型オイルセパレーター（廃油処理用）（4,800トン／日）[8]
- サンドフィルター（廃油処理用）（2基、2,400トン／日）[8]
- ガードベースン（廃油処理用）（1,920トン／日）[8]
- 消防車車両（7台）[8]
- 防災船（油回収船、消防船兼備）[8]
- オイルフェンス展張船[8]
- はい煙脱硫装置[8]
- 脱硝装置[8]

管理施設
- 中央制御室[9]
- 陸上出荷総合計器室[9]
- 試験室[9]

## 歴史
1965年（昭和40年）5月23日に発生した「機船ヘイムバード桟橋衝突事件」は、原油を積載したノルウェー国籍のタンカー「ヘイムバード」が水先人の運航ミスにより日本石油精製室蘭製油所（当時）の桟橋に衝突して炎上・爆発、6月18日に鎮火するまで27日間に渡って燃え続けた。この事件により網取船が沈没して船長と機関員が死亡、ヘイムバードは再用不能となり乗組員8人が死亡、3人が負傷した。また、付近の住民にも一時避難命令が出されるなど大きな海難事故になった。
- 1956年（昭和31年）：「日本石油精製室蘭製油所」操業開始（原油処理能力：7,500バーレル／日）[14][15]。
- 1962年（昭和37年）：原油処理能力を10,000バーレル／日に増強[14]。
- 1965年（昭和40年）：「機船ヘイムバード桟橋衝突事件」発生[13]。
- 1973年（昭和48年）：常圧蒸留装置更新し（2015年解体）[15][16]、原油処理能力を大幅に増強（110,000バーレル／日）[14]。
- 1982年（昭和57年）：残油脱硫装置（RDS装置）建設（2014年停止）[15][17]。
- 1983年（昭和58年）：原油処理能力を125,000バーレル／日に増強[14]。
- 1985年（昭和60年）：原油処理能力を150,000バーレル／日に増強[14]。
- 1995年（平成07年）：「ISO 9002」認証取得[15]。原油処理能力を170,000バーレル／日に増強[14]。
- 1996年（平成08年）：「ISO 14001」認証取得[15]。
- 1999年（平成11年）：原油処理能力を196,000バーレル／日に増強[14]。社名変更に伴い、「日石三菱精製室蘭製油所」となる[14]。
- 2001年（平成13年）：原油処理能力を180,000バーレル／日に変更[14]。粗キシレン製造装置建設[15]。
- 2002年（平成14年）：社名変更に伴い、「新日本石油精製室蘭製油所」となる[14]。「ISO 9001」へ移行審査・認証取得[14]。
- 2004年（平成16年）：独立系発電事業者（IPP）設備建設[15]。
- 2005年（平成17年）：トルエン出荷設備、ブチレン出荷設備新設[15]。
- 2008年（平成20年）：キュメン製造装置建設[15]。
- 2010年（平成22年）：社名変更に伴い、「JX日鉱日石エネルギー室蘭製油所」となる[14]。
- 2014年（平成26年）：原油処理停止に伴い、「JX日鉱日石エネルギー室蘭製造所」と事業所名変更[18][19]。タンク車による石油の鉄道輸送廃止[20][21]。事業再構築化工事完了[22]。
- 2016年（平成28年）：社名変更に伴い、「JXエネルギー室蘭製造所」となる。
- 2017年（平成29年）：社名変更に伴い、「JXTGエネルギー室蘭製造所」となる。
- 2019年（平成31年）：石油製品の製造停止に伴い、「JXTGエネルギー製造部 室蘭事業所」となる[23]。
- 2020年（令和02年）：社名変更に伴い、「ENEOS製造部 室蘭事業所」となる。

## アクセス
国道37号沿いに位置している。室蘭事業所の中央上部には、室蘭港を跨ぐ白鳥大橋（白鳥新道）が通っている。
- 道南バス「ENEOS室蘭事業所前」バス停下車
- 道央自動車道室蘭ICから車で約5分
- JR北海道室蘭線
  - 本輪西駅から車で約5分
  - 東室蘭駅から車で約15分

## 参考資料
- “室蘭製造所” (PDF).  JXTGエネルギー. 2017年4月16日時点のオリジナルよりアーカイブ。2019年4月1日閲覧。